# 유엔 안전 보장 이사회 결의 제2087호
유엔 안전 보장 이사회 결의 제2087호는 2013년 1월 22일, 15개국 만장일치로 채택되었다.

## 채택 결과
이전에 조선민주주의인민공화국의 상황에 대한 관련 안보리 결의를 모두 상기시켰다. 기존 결의들은 유엔 안전 보장 이사회 결의 제825호(1993), 유엔 안전 보장 이사회 결의 제1540호(2004), 유엔 안전 보장 이사회 결의 제1695호(2006), 유엔 안전 보장 이사회 결의 제1718호(2006), 유엔 안전 보장 이사회 결의 제1874호(2009)과 같다. 또한 유엔안보리는 조선민주주의인민공화국의 2012년 12월 12일 광명성 3호 2호기 로켓 발사에 대하여 경고하였다.

## 전문
안전보장이사회는,
안보리 결의 825호(1993), 1540호(2004), 1695호(2006), 1718호(2006), 1874호(2009), 1887호(2009)를 포함한 이전 관련 결의들과 2006년 10월 6일 의장성명(S/PRST/2006/41), 2009년 4월 13일 의장성명(S/PRST/2009/7) 및 2012년 4월 16일 의장성명(S/PRST/2012/13)을 상기하며(recall),관련 안보리 결의에 의해 부과된 제한을 포함하여 국제법에 따라서, 외기권의 탐사와 이용에 대한 모든 국가의 자유를 확인하면서(recognize),
1. 탄도미사일 기술을 이용하고 안보리 결의 1718호(2006)와 1874호(2009)를 위반한 조선민주주의인민공화국의 2012년 12월 12일 발사를 규탄한다(condemn).
2. 조선민주주의인민공화국이 탄도미사일 기술을 이용한 어떠한 추가적인 발사도 진행하지 말 것과, 탄도미사일 관련 모든 활동을 중단함으로써 안보리 결의 1718호(2006)와 1874호(2009)를 준수하고, 이러한 맥락에서 미사일 발사 모라토리움에 관한 기존의 약속을 재확립할 것을 요구한다(demand).
3. 조선민주주의인민공화국이 완전하고, 검증가능하며, 불가역적인 방식으로 모든 핵무기와 현존하는 핵프로그램을 폐기하고, 모든 관련 활동을 즉각 중단할 것과, 탄도미사일 기술을 이용한 어떠한 추가적인 발사, 핵실험 또는 어떠한 추가 도발도 하지 말 것을 포함하여, 결의 1718호(2006)와 1874호(2009) 상의 의무를 즉각 완전하게 준수할 것을 요구한다(demand).
4. 결의 1718호(2006)와 1874호(2009)에 담긴 현 제재 조치들을 재확인한다(reaffirm).
5. 결의 1718호(2006) 8항에 의해 부과되고, 결의 1874호(2009)에 의해 수정된 조치들을 상기하고(recall), 다음을 결정한다(determine).
a) 결의 1718호(2006) 8항 (d)호상의 조치들이 부속서 I과 부속서 II상의 개인과 단체에 적용되며, 결의 1718호(2006) 8항 (e)호상의 조치들이 부속서 I상의 개인에 대해 적용된다.
b) 결의 1718호(2006) 8항 (a), (b), (c)호상의 조치들이 INFCIRC/254/Rev.11/Part 1,  INFCIRC/254/Rev.8/Part 2 및 S/2012/947상의 품목에 적용된다.
6. 결의 1874호(2009) 18항을 상기하고(recall), 이러한 맥락에서 회원국들이 자국 국민, 자국 영토 내 개인, 금융기관 및 자국 국내법에 따라 설립된 기타 단체(해외지부 포함)가 조선민주주의인민공화국 내 금융기관과 함께 또는 이를 대신하여 하는 활동, 또는 조선민주주의인민공화국 금융기관의 지점, 대표자, 대리인, 해외 자회사를 포함하여 조선민주주의인민공화국 금융기관을 대신하거나 이의 지시에 따라 행동하는 자들의 활동을 감시하는 것을 포함하여, 강화된 주의를 기울일 것을 촉구한다(call upon).
7. 제재위원회로 하여금 어떠한 선박의 기국이 결의 1874호(2009) 12항에 따른 검색을 승인한 후에 동 선박이 검색을 수용하는 것을 거부하거나, 또는 조선민주주의인민공화국을 기국으로 하는 선박이 결의 1874호(2009) 12항에 따른 검색을 거부하는 상황에 관한 이행안내서(Implementation Assistance Notice)를 발간할 것을 지시한다(direct).
8. 결의 1874호(2009) 14항을 상기하고(recall), 국가들이 결의 1718호(2006), 1874호(2009) 및 금번 결의 규정과 부합하는 물품을 압류하고 처분할 수 있음을 또한 상기하면서(recall), 국가들이 처분하는 방법은 폐기, 사용불능화, 저장 또는 출발지국 또는 목적지국이 아닌 다른 국가로의 이전을 포함하되 이러한 방법들에 한정되지는 않는다는 것을 명확히 한다(clarify).
9. 결의 1718호(2006)와 1874호(2009)상의 조치들은 만약 어떤 거래와 관련된 국가가 제재 대상으로 지정된 개인 또는 단체가 해당 물품 이전 관련 발원자(originator), 의도된 수령인(intended recipient), 또는 조력자(facilitator)라는 것을 믿을만한 합리적인 근거를 제공하는 정보를 갖고 있는 경우, 어떠한 해당 물품의 이전도 금지하는 것임을 명확히 한다(clarify).
10. 결의 1718호(2006)와 1874호(2009)의 규정을 이행하기 위해 취한 조치들을 아직 보고하지 않은 회원국은 이를 보고할 것을 촉구하며(call upon), 여타 회원국은 결의 1718호(2006)와 1874호(2009)의 규정 이행과 관련한 추가적인 정보가 있는 경우 이를 제출할 것을 장려한다(encourage).
11. 국제기구들이 조선민주주의인민공화국과 관련된 모든 활동이 결의 1718호(2006)와 1874호(2009)상의 규정과 반드시 부합되도록 필요한 조치를 취할 것을 장려하고(encourage), 나아가 관련 기구들이 동 결의 조항들과 관련될 수 있는 조선민주주의인민공화국 관련 활동에 대해 제재위원회와 협의할 것을 또한 장려한다(encourage).
12. 제재 회피를 위해 대량의 현금(bulk cash)을 이용하는 것을 포함하여 결의 1718호(2006)와 1874호(2009)상의 조치들에 대한 위반을 개탄하며(deplore), 결의 1718호(2006)와 1874호(2009)에 의해 금지된 활동들에 기여할 수 있는 어떠한 물품이 조선민주주의인민공화국으로 또는 조선민주주의인민공화국으로부터, 또는 국가들의 영토를 통해 공급, 판매 또는 이전되는 것에 대한 우려와 그리고 이와 관련한 국가들의 적절한 조치의 중요성을 강조한다(underscore). 국가들이 제재 대상으로 지정된 개인 또는 단체를 대신하거나 이들의 지시에 따라 활동하는 개인들의 자국 영토로의 입국 또는 경유와 관련하여 주의를 기울이고 제한할 것을 촉구한다(call on). 제재위원회가 신고된 위반사례를 검토하고, 제재 회피 또는 결의 1718호(2006)와 1874호(2009) 규정의 위반을 지원한 단체들과 개인들을 제재 대상으로 지정하는 것을 포함하여 적절한 조치를 취할 것을 지시한다(direct).
13. 조선민주주의인민공화국을 포함하여 모든 국가들이 결의 1718호(2006)와 1874호(2009)에서 부과한 조치를 사유로 금지된 어떠한 계약 또는 여타 거래와 관련하여, 조선민주주의인민공화국이나 조선민주주의인민공화국 내 개인 또는 단체, 또는 결의 1718호(2006)와 1874호(2009)에 따라 지정된 개인 또는 단체, 또는 이들을 통하거나 이들의 이익을 대변하는 개인의 의뢰로 보상 청구가 이루어지지 못하도록 필요한 조치를 취하는 것의 중요성을 강조한다(emphasize).
14. 상황의 평화적, 외교적, 정치적 해결에 대한 소망을 재확인하고(reaffirm). 대화를 통한 평화적이고 포괄적인 해결을 증진하기 위한 안보리 이사국들과 여타 국가들의 노력을 환영하며(welcome), 긴장을 악화시킬 수 있는 어떠한 행동도 자제할 필요를 강조한다(underline).
15. 6자회담에 대한 지지를 재확인하고(reaffirm), 동 회담의 재개를 촉구하며(call for), 모든 참가국들이 한반도의 검증가능한 비핵화를 평화적인 방식으로 달성하고 한반도와 동북아의 평화와 안정 유지를 달성하기 위해 중국, 조선민주주의인민공화국, 일본, 대한민국, 러시아, 미국이 발표한 2005년 9월 19일 공동성명을 완전하고 신속히 이행하기 위한 노력을 강화하도록 촉구한다(urge).
16. 모든 유엔 회원국들이 결의 1718호(2006)와 1874호(2009)에 따른 의무를 완전히 이행할 것을 촉구한다(call upon).
17. 모든 회원국들이 외교관계에 관한 비엔나 협약에 따라 조선민주주의인민공화국 내 외교공관들의 활동을 저해하지 않으면서, 1718호(2006) 8항 (a)호 (iii)목과 8항 (d)호의 규정을 준수하여야 함을 재강조한다(reemphasize).
18. 결의 1718호(2006)와 1874호(2009)에 의해 부과된 조치들은 조선민주주의인민공화국 주민들에게 부정적인 인도주의적 결과를 의도한 것이 아님을 강조한다(underline).
19. 안보리가 조선민주주의인민공화국의 행동을 지속적으로 검토할 것이고, 조선민주주의인민공화국의 준수 여부에 비추어 필요에 따라 조치들을 강화, 조정, 중단, 또는 해제할 준비가 되어 있음을 확인하고(affirm), 이와 관련하여 조선민주주의인민공화국의 추가 발사 또는 핵실험이 있을 경우 중대한 조치(significant action)를 취할 것이라는 결의를 표명한다(express its determination).
20. 동 사안이 안보리에 계속 적극 계류됨을 결정한다(decide).

## 같이 보기
- 광명성 3호 2호기